# Sybra keyensis
Sybra keyensis là một loài bọ cánh cứng trong họ Cerambycidae.